# Burg Bogeneck
Die Burg Bogeneck, auch Burg Aistaig genannt, ist die Ruine einer Höhenburg bei dem Ortsteil Aistaig der Stadt Oberndorf am Neckar im Landkreis Rottweil in Baden-Württemberg.
Die Spornburg liegt auf 565 m ü. NN auf einem Hochflächensporn über dem Steilabfall zum Neckartal. Nach aktuellen archäologischen Funden, wurde die Burg nicht vor Mitte des 12. Jahrhunderts erbaut. Zudem geben die Arbeiten von A. Antonow Aufschluss darüber, dass die Burg ungefähr Anfang des 13. Jahrhunderts erbaut wurde. Von der ehemaligen Burganlage der Wehrburg mit Schildmauer sind noch Reste der Schildmauer aus Buckelquadermauerwerk erhalten.